# 보륨
보륨(←영어: bohrium 보리엄[*], 독일어: Bohrium 보리움[*])은 화학 원소로 기호는 Bh(←라틴어: bohrium 보리움[*]), 원자 번호는 107이다. 보륨은 가속기 속에서 납과 크로뮴이 원자핵 반응함으로써 생긴다. 체계적 원소 이름으로는 운닐셉튬(Unnilseptium, 기호 Uns)이었다. 덴마크의 물리학자 닐스 보어(Niels Bohr)를 기리기 위해 붙여졌다. 보륨의 동위원소들은 주로 분을 넘기지 못한다. 그러나 보륨274나 273은 반감기가 90분 정도로 매우 긴 편이다. 또한 보륨은 휘발성이 있는 인공원소이며, 옥시클로라이드 화합물을 생성한다. 금속의 성질은 레늄과 유사하다는 것을 알 수 있었다. 밀도는 37g/cm3이다.